# Wakeral
De wakeral (Hypotaenidia wakensis, synoniem: Gallirallus wakensis) is een uitgestorven loopvogel uit de familie van de rallen (Rallidae). Het was een ral die het vliegvermogen verloren had en die endemisch was op het eiland Wake en een paar omliggende atollen. Hij kwam voor op Wake en Wilkes, maar niet op Peale, dat van de andere eilanden gescheiden is door een zeestraat van ongeveer 100 meter.

## Beschrijving
De vogel was ongeveer 22 centimeter lang en leek sterk op de geelbandral (H. philippensis), die overigens wel kan vliegen. De wakeral kwam voor op Wake, dat zeer geïsoleerd in Micronesië ligt in de buurt van de Marshalleilanden. Dit is Amerikaans territorium. De vogel stierf gedurende de Tweede Wereldoorlog uit door toedoen van jacht door de Japanse bezetters van het eiland. Het is ook mogelijk dat overstromingen veroorzaakt door tropische stormen bijgedragen hebben aan het verdwijnen van de soort.
De vleugelspreiding was tussen de 8,5 en 10 centimeter. De lengte van de staart was 4,5 centimeter. Het culmen was tussen de 2,5 en 2,9 centimeter en de lengte van de tarsus was 3,3 tot 3,7 centimeter. Hij was nauw verwant aan de vliegende geelbandral (Hypotaenidia philippensis) uit de Filipijnen. Genetisch bewijs geeft aan dat hij onder de Gallirallus-soorten het meest verwant is aan de rovianaral en de geelbandral. De bovendelen, de kruin, de loren en de wangen leken donker grijsbruin. Bovendien werd hij gekenmerkt door asbruine onderdelen met opvallende smalle witte strepen op de buik, borst en flanken. De bovenkeel en de kin waren witachtig. Een grijze bovenlijn liep van de kin over de bovenkant van de ogen naar de snavel. De snavel, poten en voeten hadden een bruine tint.

## Ecologie
De ecologie van deze soort is slecht onderzocht, maar een review gepubliceerd in 2011 heeft meer licht geworpen op het leven en het latere uitsterven. Ten tijde van de eerste beschrijving door Lionel Walter Rothschild in 1903 was de soort talrijk. De wakeral leefde tussen Cordia subcordata en voedde zich met weekdieren, insecten, wormen en zaden die hij vond door met zijn snavel bladeren en aarde op te woelen. Aangezien zijn habitat geen natuurlijke bron van zoet water bood, wordt aangenomen dat de vogel in staat was om te overleven zonder te drinken.
Het broedseizoen begon eind juli met balts en copulaties en het eigenlijke nestelen vond pas half augustus plaats. Het nest zelf was een eenvoudige schotelvormige uitholling op de grond. Onder gunstige omstandigheden lukte het misschien om twee broedsels per jaar groot te brengen. Kleine groepen nestelden samen, met langdurige ouderlijke zorg en voeding door de volwassenen, waarschijnlijk zodat ze hun jongen konden verdedigen tegen predatie door heremietkreeften (Coenobita) en de Polynesische rat (Rattus exulans), waarmee hij kon samenleven. Toen ornitholoog Alexander Wetmore de soort in 1923 observeerde, beschreef hij deze als zeer nieuwsgierig, maar snel wegvluchtend wanneer hij gestoord werd. Zijn roep bestond uit een zacht gekakel of een laag ratelend geluid.

## Uitsterven
De wakeral is geclassificeerd als uitgestorven. Zijn onvermogen om te vliegen en de geografische isolatie van het eiland, in combinatie met de nieuwsgierigheid van de vogel en zijn gebrek aan angst voor mensen, maakten hem een gemakkelijk slachtoffer van overbejaging. Het is nu bekend dat het uitsterven plaatsvond tussen 1942 en 1945. Dit was een direct gevolg van de aanwezigheid van duizenden uitgehongerde Japanse troepen die op het eiland waren gestrand na een Amerikaanse blokkade van het eiland als direct gevolg van de Japanse invasie en bezetting van Wake in december 1941, in combinatie met de onvermijdelijke vernietiging van de habitat als gevolg van militaire conflicten en uitgebreide luchtbombardementen door de Japanners en de Verenigde Staten tijdens de Tweede Wereldoorlog.